# Spizellomycetales
Spizellomycetales is een orde van schimmels (Fungi) uit de stam van de schijnschimmels (Chytridiomycota).

## Taxonomie
De taxonomische indeling van de Spizellomycetales is als volgt:
Orde: Spizellomycetales
- Familie: Powellomycetaceae
- Familie: Spizellomycetaceae